# Champions Cup 1999
Der Liverpool Victoria Champions Cup 1999 war ein Snookerturnier der Main-Tour-Saison 1999/2000. Nachdem gleich mehrere Turniere aus dem Vorjahr nicht mehr fortgesetzt wurden, suchte man nach einer neuen Idee für ein Top-Veranstaltung. Eingeladen wurden für das erste Turnier der neuen Saison vom 28. August bis 5. September 1999 vor allem die Turniersieger aus dem vergangenen Spieljahr. Austragungsort waren die Fairfield Halls in Croydon im Süden der englischen Hauptstadt London. Als Sponsor konnte die Versicherungsgesellschaft Liverpool Victoria gehalten werden, die bis zum Vorjahr die Charity Challenge unterstützt hatte.
Das Finale war eine Neuauflage des vorangegangenen Weltmeisterschaftsfinals am Ende der vorherigen Saison. Zum zweiten Mal in Folge setzte sich der 7-fache Weltmeister Stephen Hendry gegen den Waliser Mark Williams durch, diesmal gewann er mit 7:5.

## Preisgeld
Mit 175.000 £ lag das neue Turnier auf dem Niveau des Scottish Masters und des Irish Masters, zwei ähnlichen Einladungsturnieren in dieser Saison. Ungewöhnlich war aber, dass nach dem Prinzip „the winner takes it all“ gespielt wurde, das heißt, die gesamte Summe ging an den Sieger, die anderen 9 Teilnehmer gingen leer aus. Es blieb aber das einzige Mal, dass beim Champions Cup so verfahren wurde.

## Gruppenphase
Zu den Teilnehmern des Turniers gehörten alle Turniersieger der Vorsaison: 7 verschiedene Sieger hatte es gegeben. Ken Doherty, Steve Davis und Jimmy White ergänzten das Feld auf 10 Spieler. Sie wurden auf 2 Gruppen aufgeteilt, in denen jeweils Jeder gegen Jeden spielte. Die beiden besten Spieler kamen dann weiter ins Halbfinale der Ausscheidungsrunde. Alle Gruppenspiele wurden im Modus Best of 7 gespielt.
| Sp. | Anzahl der absolvierten Spiele                     |
| SG  | Anzahl der gewonnenen Spiele                       |
| FG  | Anzahl der gewonnenen Frames                       |
| FV  | Anzahl der verlorenen Frames                       |
| FD  | Frame-Differenz                                    |
|     | Die beiden Gruppenbesten zogen ins Halbfinale ein. |

### Gruppe A
Tabelle:
| Rang | Spieler           | Sp. | SG | FG | FV | FD |
| ---- | ----------------- | --- | -- | -- | -- | -- |
| 1    | Ronnie O’Sullivan | 4   | 3  | 13 | 7  | +6 |
| 2    | John Higgins      | 4   | 3  | 12 | 12 | ±0 |
| 3    | Fergal O’Brien    | 4   | 2  | 12 | 12 | ±0 |
| 4    | Jimmy White       | 4   | 1  | 11 | 12 | −1 |
| 5    | John Parrott      | 4   | 1  | 8  | 13 | −5 |

Gruppenspiele:
| Spiel | Spieler 1         | Ergebnis | Spieler 2         |
| ----- | ----------------- | -------- | ----------------- |
| 1     | Ronnie O’Sullivan | 04:04    | John Higgins      |
| 2     | Jimmy White       | 04:04    | John Parrott      |
| 3     | Ronnie O’Sullivan | 14:14    | Fergal O’Brien    |
| 4     | John Higgins      | 24:24    | Jimmy White       |
| 5     | John Parrott      | 14:14    | Ronnie O’Sullivan |
| 6     | John Higgins      | 34:34    | Fergal O’Brien    |
| 7     | John Higgins      | 34:34    | John Parrott      |
| 8     | Fergal O’Brien    | 34:34    | Jimmy White       |
| 9     | Fergal O’Brien    | 14:14    | John Parrott      |
| 10    | Ronnie O’Sullivan | 24:24    | Jimmy White       |

### Gruppe B
Tabelle:
| Rang | Spieler        | Sp. | SG | FG | FV | FD |
| ---- | -------------- | --- | -- | -- | -- | -- |
| 1    | Stephen Hendry | 4   | 3  | 14 | 9  | +5 |
| 2    | Mark Williams  | 4   | 2  | 12 | 9  | +3 |
| 3    | Steve Davis    | 4   | 2  | 11 | 13 | −2 |
| 4    | Ken Doherty    | 4   | 2  | 10 | 12 | −2 |
| 5    | Stephen Lee    | 4   | 1  | 9  | 13 | −4 |

Gruppenspiele:
| Spiel | Spieler 1      | Ergebnis | Spieler 2      |
| ----- | -------------- | -------- | -------------- |
| 1     | Mark Williams  | 04:04    | Stephen Lee    |
| 2     | Stephen Hendry | 14:14    | Steve Davis    |
| 3     | Steve Davis    | 24:24    | Mark Williams  |
| 4     | Ken Doherty    | 24:24    | Stephen Hendry |
| 5     | Ken Doherty    | 24:24    | Steve Davis    |
| 6     | Stephen Hendry | 24:24    | Stephen Lee    |
| 7     | Mark Williams  | 14:14    | Ken Doherty    |
| 8     | Steve Davis    | 34:34    | Stephen Lee    |
| 9     | Stephen Lee    | 14:14    | Ken Doherty    |
| 10    | Stephen Hendry | 24:24    | Mark Williams  |

## Endrunde
In beiden Gruppen hatten sich die Favoriten durchgesetzt und so waren die 4 verbliebenen Spieler auch die Top 4 der Weltrangliste. Im Halbfinale spielte jeweils ein Gruppensieger gegen einen Gruppenzweiten. Die Sieger der beiden Partien bestritten dann das Finale.
|  | Halbfinale Best of 9 Frames | Halbfinale Best of 9 Frames | Halbfinale Best of 9 Frames |  |  | Finale Best of 13 Frames | Finale Best of 13 Frames | Finale Best of 13 Frames |
|  |                             |                             |                             |  |  |                          |                          |                          |
|  |                             |                             |                             |  |  |                          |                          |                          |
|  | A1                          | Ronnie O’Sullivan           | 4                           |  |  |                          |                          |                          |
|  | B2                          | Mark Williams               | 5                           |  |  |                          |                          |                          |
|  |                             |                             |                             |  |  | B2                       | Mark Williams            | 5                        |
|  |                             |                             |                             |  |  | B1                       | Stephen Hendry           | 7                        |
|  | B1                          | Stephen Hendry              | 5                           |  |  |                          |                          |                          |
|  | A2                          | John Higgins                | 2                           |  |  |                          |                          |                          |
|  |                             |                             |                             |  |  |                          |                          |                          |

### Finale
Bis zur letzten Weltmeisterschaft schien Stephen Hendry gegen Mark Williams kein Endspiel gewinnen zu können. Drei Endspiele hatte der Schotte gegen ihn verloren. Dann holte er aber im Mai dieses Jahres gegen Williams seinen siebten und letzten Weltmeistertitel. Auch das Gruppenmatch der beiden hatte er mit 4:2 gewonnen. In der Weltrangliste waren sie aber nicht weit auseinander und standen direkt nebeneinander auf Platz 2 und 3. So verlief die Partie auch relativ ausgeglichen. Hendry konnte zweimal um zwei Frames davonziehen und Williams glich zweimal zum 2:2 und 4:4 aus. Als der Schotte danach ein weiteres Mal um zwei Frames auf 6:4 erhöhte und ihm nur noch ein Frame zum Sieg fehlte, schaffte Williams nur noch einen Framegewinn. Mit einem Century-Break schloss Hendry das Match zum 7:5 ab. Für Williams war es in seinem zehnten Finale erst die dritte Niederlage. Hendry war andererseits zum 63. Mal in seiner Karriere bei einem Profiturnier erfolgreich.
| Finale: Best of 13 Frames Fairfield Halls, London, England, 5. September 1999                                               |                |                |
| Mark Williams | 5:7            | Stephen Hendry |
| 39:61, 69:72, 100:0 (100), 71:1, 18:82, 15:82 (56), 86:17 (79), 116:0 (50, 62), 0:136 (107), 0:78 (63), 69:10, 20:114 (105) |                |                |
| 100 | Höchstes Break | 107            |
| 1 | Century-Breaks | 2              |
| 4 | 50+-Breaks     | 4              |